# ヴィッラ・アドリアーナ (ティヴォリ)
ヴィッラ・アドリアーナ（英語・フランス語・イタリア語：Villa Adriana (Tivoli) ）は、イタリアのティヴォリにあるユネスコの世界遺産登録物件。

## 概要
ティヴォリは、ローマの東約30kmにある丘陵の上にある、穏やかな気候に恵まれ、豊かな森に囲まれた街。ここは古代ローマ時代から上層階級の保養地であった。
ハドリアヌス帝は、118年よりティヴォリの麓で広大な別荘（ヴィッラ・アドリアーナ）の建設に着手した。121年に最初にローマ帝国の巡察旅行に出かける前のことである。煉瓦の刻印を分析することによって、この別荘は2段階で建造され、完成したのは133年であることが判明している。ギリシャのアテナイのアゴラにあった彩色柱廊（ストア・ポイキレ）を模したポイキレ、エジプトのアレクサンドリアとカノポスを結ぶ運河を模したカノポスなど、皇帝が巡察旅行で魅了された建物や風景を偲ばせる建造物を建設させたといわれている。別荘の建物の数は30を超え、敷地の面積は、1.2km2に及ぶ。
ハドリアヌス逝去後、後続のローマ皇帝たちがこの別荘をどのように使ったのかはあまり記録されていない。しかし、この別荘の改造は3世紀までつづけられたことが判明している。そのあと、蛮族の石切り場と化し、廃墟となった。
15世紀ごろから、美術品を求めて、ピッロ・リゴーリオなどがこの別荘を発掘しはじめた。ピッロ・リゴーリオは、ティヴォリ丘陵の上にエステ家の別荘の設計をした人物である。

## 登録基準
この世界遺産は世界遺産登録基準のうち、以下の条件を満たし、登録された（以下の基準は世界遺産センター公表の登録基準からの翻訳、引用である）。
- (1) 人類の創造的才能を表現する傑作。
- (2) ある期間を通じてまたはある文化圏において、建築、技術、記念碑的芸術、都市計画、景観デザインの発展に関し、人類の価値の重要な交流を示すもの。
- (3) 現存するまたは消滅した文化的伝統または文明の、唯一のまたは少なくとも稀な証拠。